# Slovník českých knihovníků

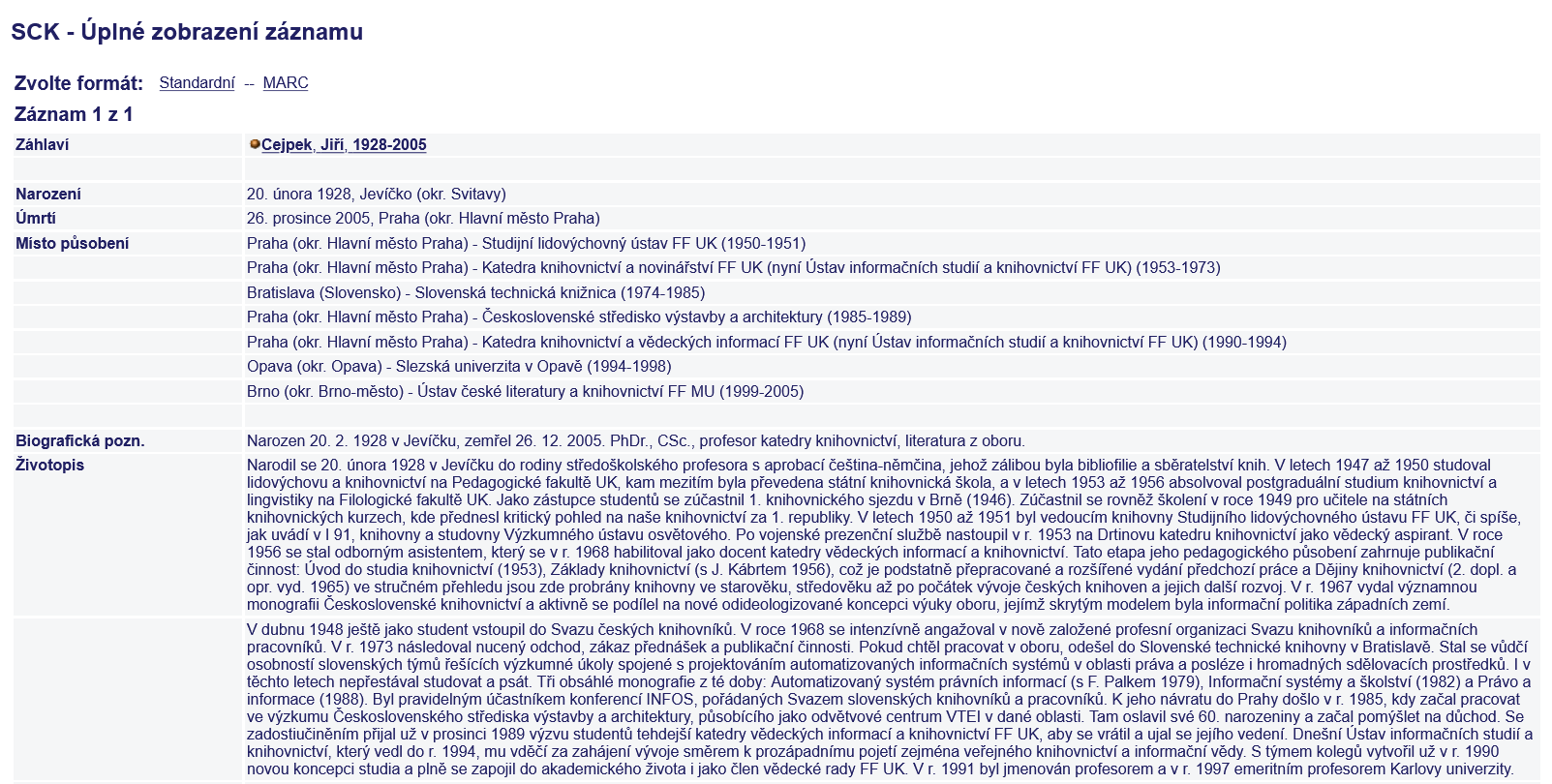
Náhled záznamu knihovníka Jiřího Cejpka v databázi Slovníku českých knihovníků.

Slovník českých knihovníků (zkratka SCK) je databáze, která zpřístupňuje informace o historických a současných osobnostech, které se věnovaly knihovnické činnosti na území Čech, Moravy a Slezska. Databáze vznikla v roce 2007 z podnětu profesní organizace Sdružení knihoven ČR a původně obsahovala 130 hesel knihovníků, které zpracovala bibliografka Marie Nádvorníková. Rozvoj databáze nejprve koordinovala Moravská zemská knihovna ve spolupráci s Národní knihovnou ČR a krajskými knihovnami. V roce 2014 byl provoz databáze převeden do správy Národní knihovny ČR, která zpřístupňuje slovník v knihovním systému Aleph.

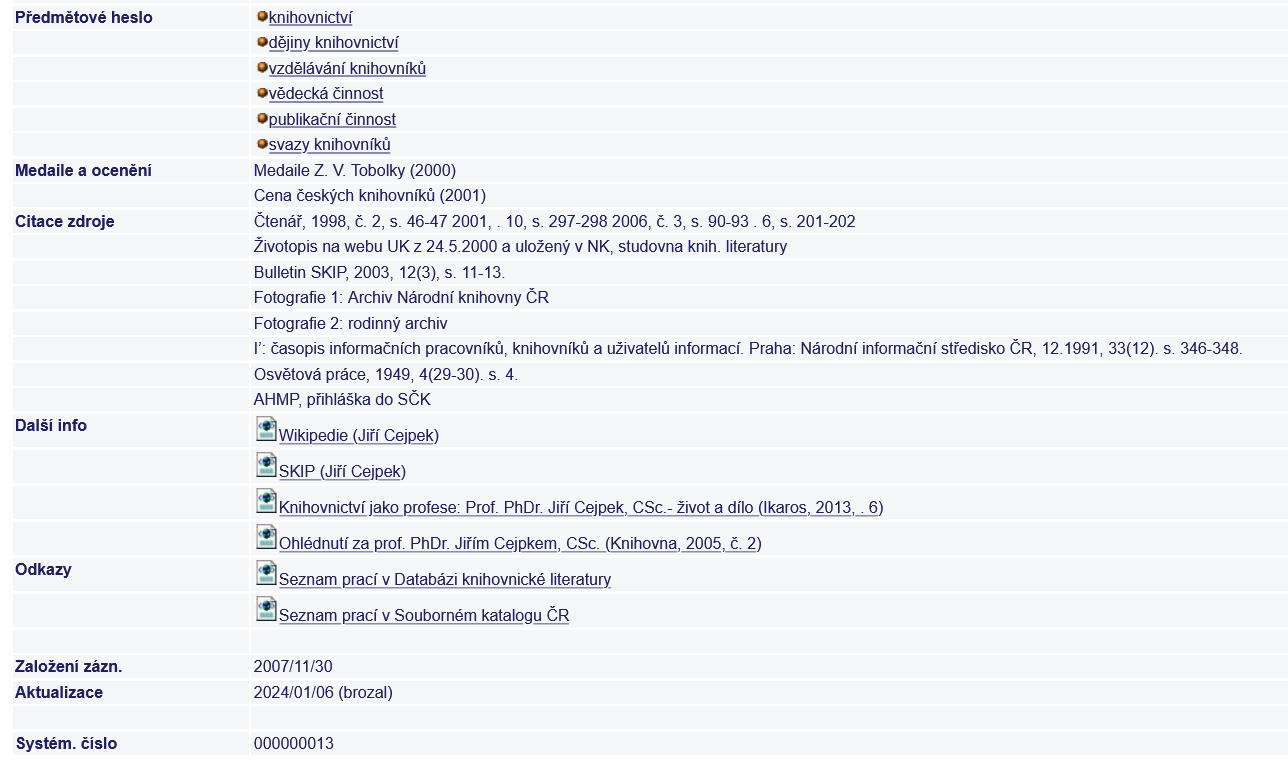
Předmětová hesla, ocenění a zdroje k záznamu Jiřího Cejpka v databázi Slovníku českých knihovníků.

Počet hesel ve slovníku postupně roste. V roce 2014 obsahovala databáze 608 záznamů, v roce 2019 objem hesel vzrostl na 1105 záznamů a ke konci roku databáze obsahovala téměř 2900 hesel. V současné době se na rozvoji slovníkových záznamů podílí Aleš Brožek, který slovník rozšířil například o záznamy knihovníků z Olomouce nebo historické osobnosti z Moravské zemské knihovny.